# Anerincleistus
- Commons
- Wikispecies

Anerincleistus Korth.  é um género botânico pertencente à família Melastomataceae.

## Sinonímia
| - Creaghiella Stapf - Krassera O. Schwartz - Oritrephes Ridl. - Perilimnastes Ridl. | - Phaulanthus Ridl. - Plagiopetalum Rehder - Pomatostoma Stapf |

## Espécies
| - Anerincleistus acuminatissimus - Anerincleistus angustifolius - Anerincleistus ashtonii - Anerincleistus barbatus - Anerincleistus barnesii - Anerincleistus beccarii | - Anerincleistus blastifolius - Anerincleistus borneensis - Anerincleistus bracteatus - Anerincleistus brevidens - Anerincleistus bullatus - Anerincleistus caudatus |

- Lista completa